# Entrust 〜the name of MELL〜
『Entrust 〜the name of MELL〜』（エントラスト ザ・ネーム・オブ・メル）は、MELLのベスト・アルバム。2013年3月20日にジェネオン・ユニバーサル・エンターテイメントジャパンより発売された。

## 概要
I'veに所属する歌手の一人であるMELL初のベストアルバムにしてラストアルバム。ベスト盤であるが、MELL公式サイトにおいては3rd Albumとも表記されている。「Red fraction」などのアニメタイアップ曲や、CD未収録楽曲の「Noblest love」「Start of the strongest 〜我今、最下層にて〜」を含む既存11曲と、本アルバム用に書き下ろされたオリジナル2曲の全13曲が収録される。ただし、4thシングル「KILL」のみ未収録。

キャッチコピーは「Mythology。MELLの十四年間に渡る伝説。堂々の完結。」

公式サイトでは、I'veクリエイターの高瀬一矢からMELLに贈るメッセージが公開されている。

## 収録曲
1. Red fraction [3:42]
作詞：MELL、作曲・編曲：高瀬一矢
  - テレビアニメ『BLACK LAGOON』オープニングテーマ
2. RIDEBACK [4:42]
作詞：MELL、作曲・編曲：高瀬一矢
  - テレビアニメ『RIDEBACK』オープニングテーマ
3. Virgin's high! [4:18]
作詞：MELL、作曲・編曲：井内舞子
  - テレビアニメ『スカイガールズ』オープニングテーマ
  - 映画『Departed to the future』挿入歌
4. Proof [5:31]
作詞：MELL、作曲・編曲：高瀬一矢
  - テレビアニメ『ハヤテのごとく!』第1クール・エンディングテーマ
5. Noblest love [5:11]
作詞：MELL、作曲・編曲：C.G mix
  - PCゲーム『借金姉妹2AfterStory』オープニングテーマ
6. kicks! [3:45]
作詞：MELL、作曲・編曲：高瀬一矢
  - 3rdシングルの両A面曲
7. MY PRECIOUS [7:46]
作詞：MELL、作曲・編曲：森岡賢
  - 2ndアルバム『MIRAGE』収録曲
8. 美しく生きたい [4:57]
作詞・作曲・編曲：高瀬一矢
  - MELLのI'veデビュー曲。PCゲーム『吐溜-TRASH-』エンディングテーマ
9. SCOPE [4:19]
作詞：MELL、作曲・編曲：高瀬一矢
  - 1stアルバム『MELLSCOPE』収録曲
10. Start of the strongest 〜我今、最下層にて〜 [4:43]
作詞：MELL、作曲：高瀬一矢
  - オンラインゲーム『HELLGATE』イメージソング
11. EMPTY [6:28]
作詞：MELL、作曲・編曲：C.G mix
  - オリジナル新曲
12. In The Name Of Love [6:17]
作詞：MELL、作曲・編曲：中沢伴行
  - オリジナル新曲
13. 空より近い夢 -2013 ver.- [5:03]
作詞・作曲・編曲：高瀬一矢
  - 原曲は『verge』に収録されているMIKIとのユニット曲。